# Ardencaple Castle

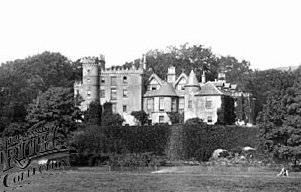
Ardencaple Castle 1901

Ardencaple Castle (auch Ardincaple Castle oder manchmal Ardencaple Castle Light) ist eine Burgruine etwa 1,6 km entfernt von Helensburgh in der schottischen Council Area Argyll and Bute.
Heute ist von der Burg nur noch ein Turm an der Kante eines Plateaus über einem flachen Stück Land zwischen diesem Plateau und der Küste des Firth of Clyde erhalten. Die ursprüngliche Burg soll irgendwann im 12. Jahrhundert gebaut worden sein und ein Teil davon soll noch im 19. Jahrhundert existiert haben. Heute dient der einzig noch erhaltene Turm als Schifffahrtszeichen für das Seegebiet des Firth of Clyde. Wegen seiner Nutzung als Leuchtturm heißt dieser Turm auch „Ardincaple Castle Light“.

## Lairds of Ardincaple
Der Ortsname „Ardencaple“ oder „Ardincaple“ soll von Schottisch-gälischen „Ard na gCapull“ (dt.: Kap der Pferde, Kap der Stuten oder Höhe der Pferde) abgeleitet sein. 1351 wurde dieser Ortsname als „Airdendgappil“ registriert. Seit dem Mittelalter wurden die Ländereien von Ardencaple von den Lairds of Ardincaple kontrolliert. Ende des 15. Jahrhunderts oder im 16. Jahrhundert nahmen die Lairds den Familiennamen MacAulay an. Damals galt der Laird of Ardincaple als Chef des Clan MacAulay.
Im 18. Jahrhundert verloren die Lairds of Ardincaple ihr Vermögen. Diese Chefs des Clan MacAulay waren gezwungen, Stück für Stück ihre Ländereien, die von ihren Vorfahren regiert wurden, aufzuteilen und zu verkaufen. In den 1740er-Jahren musste Archibald MacAulay, Laird of Ardincaple, einen Teil seines Anwesens verkaufen, obwohl Anfang der 1750er-Jahre das Dach eingebrochen war und die Burg so weit verfallen war, dass der nächste Laird sie als Wohnhaus aufgeben und in Laggarie leben musste. Um 1767 starb der 12. Clanchef der MacAulays in High Laggarie (heute Teil der Gemeinde Rhu).

## Renovierungen am Anwesen in Ardencaple

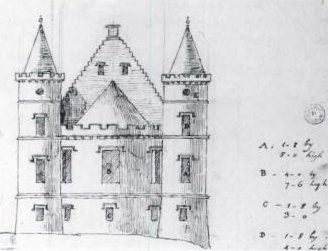
Skizze von Robert Adam der geplanten Anbauten an Ardencaple Castle 1774.

Das Anwesen kaufte dann John Campbell, 4. Duke of Argyll und es blieb bis weit ins 19. Jahrhundert in Besitz der Familie Campbell. In dieser Zeit wurden von Robert Adam, damals Schottlands bekanntester Architekt, umfangreiche Renovierungsarbeiten an dem Anwesen durchgeführt. 1764, als die Burg in Besitz von Lord Frederic Campbell war, wurde Robert Adam erstmals um Rat für die Arbeiten an der Burg gefragt. Das Gebäude war damals unregelmäßig geformt und Adam präsentierte einen Plan über burgähnliche Anbauten an der Westseite des Anwesens, die zum Gare Loch zeigte. Aber der Plan wurde nicht realisiert und erst 1774 präsentierte Adam einen Satz Zeichnungen für Anbauten an die südliche Hälfte der Westfassade. Diese Anbauten bestanden aus einem D-förmigen Turm mit drei Erkern, flankiert von zwei kleineren Tourellen (siehe Skizze links). Spätere Fotografien von Ardencaple Castle zeigen, dass Adams Anbau geändert wurde oder einige Details aus seiner Skizze nicht so gebaut wurden. Zum Beispiel erscheinen die konischen Dächer und der Staffelgiebel aus der Skizze nicht auf den Fotos der Burg. Diese Fotos zeigen, dass der Turm und die südliche Tourelle ein Stockwerk mehr besaßen als von Adam gezeichnet. Laut David King ist es möglich, dass Adam für dieses zusätzliche Stockwerk des Turms verantwortlich war, aber es ist sehr unwahrscheinlich, dass er nur eine der Tourellen änderte, da dies die Symmetrie des Anbaus gestört hätte. Auch plante Adam, dass der Turm einen D-förmigen Ankleideraum in seinem Hauptgeschoss, dem Obergeschoss, erhalten sollte. Später wurde allerdings entschieden, dass der Raum eine ovale Form bekommen sollte. David King bemerkt, dass Adam für diesen Raum eine Zierdecke geplant hatte, aber auf den Fotos von 1957 sieht man keine Spur davon. George Campbell, 8. Duke of Argyll, wurde am 30. April 1823 auf Ardencaple Castle geboren. 1852 verkaufte die Witwe des Duke of Argyll das Anwesen von Ardencaple an die reichen Colquhouns ausLuss.

## Moderne Zeiten und Abriss der Burg

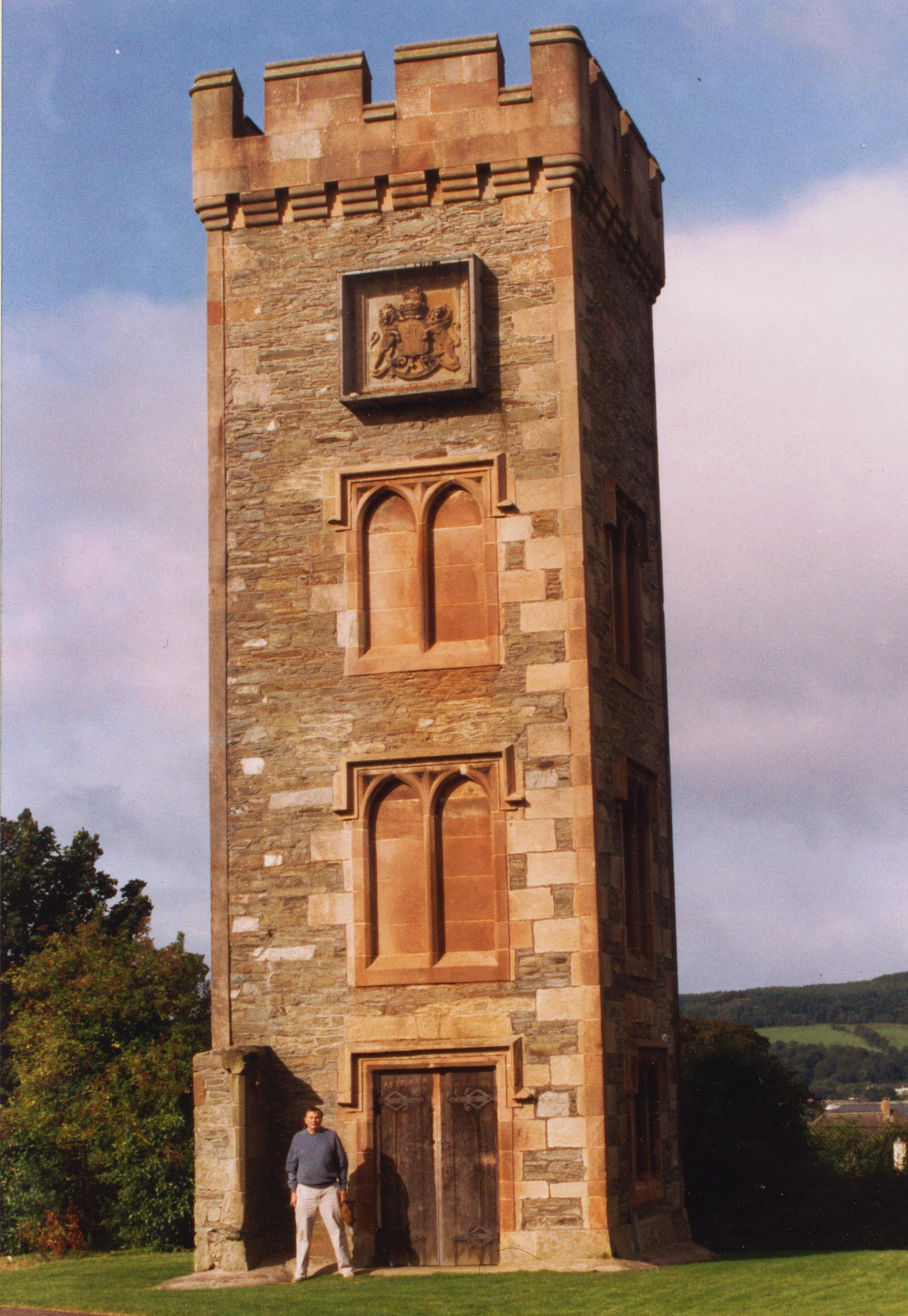
Ardencaple Castle Light. Heute dient der Turm als Seezeichen für Schiffe in Firth of Clyde.

1923 verkaufte Sir Iain Colquhoun die Burg an Mrs. H. MacAulay-Stromberg, eine reiche US-Amerikanerin, die die Burg restaurieren ließ und dort bis zu ihrem Tod 1931 lebte. Die Burg fiel an Adelaide Parker Voorheis bis 1935 und dann an ein Konsortium von Baufirmen, die 1936–1937 auf dem heutigen Tower Lawn eine Großwohnsiedlung anlegten. Dann wurde die Burg mit Ausbruch des Zweiten Weltkriegs von der Royal Navy requiriert.
1957 ließ die Regierung den größten Teil der Burg abreißen, um ein Wohngebiet für die nahegelegene Marinebasis Faslane-on-Clyde anzulegen, so blieb nur ein Turm übrig, der fortan als Träger für Navigationsleuchtfeuer und Seezeichen für die Royal Navy diente. Seit dieser Zeit wurde der 14 Meter hohe Turm „Ardencaple Castle Range Rear Light“ genannt und hatte zwei grüne Lichter an seiner Südwestecke. Seit 14. Mai 1971 hat Historic Scotland Ardencaple Castle als historisches Bauwerk der Kategorie B gelistet. Heute ist alles, was von der großartigen Burg mit ihren Tourellen übriggeblieben ist, ein einzelner Turm.